# Аскаров Асанбай Аскарули
Асанбай Аскарули Аскаров (нар. 15 вересня 1922, село Мерке, тепер Меркенського району Жамбильської області, Республіка Казахстан — 13 серпня 2001, місто Алмати, Республіка Казахстан) — радянський державний діяч, 1-й секретар Джамбульського, Алма-Атинського і Чимкентського обласних комітетів КП Казахстану, голова Джамбульського облвиконкому. Член Бюро ЦК КП Казахстану у 1966—1978 роках. Член ЦК КПРС у 1966—1986 роках. Депутат Верховної ради Казахської РСР 5—6-го скликань. Депутат Верховної Ради СРСР 7—11-го скликань. Герой Соціалістичної Праці (22.02.1982). Кандидат економічних наук (1968). Академік Міжнародної академії акмеологічних наук (1995, Санкт-Петербург).

## Життєпис
Народився в бідній селянській родині.
У 1936—1939 роках — учень Фрунзенського педагогічного училища Киргизької РСР.
З 1939 року працював піонервожатим, вчителем російської мови, завідувачем навчальної частини, комсомольським організатором Еріктуської неповної середньої школи № 11 Калінінського району Фрунзенської області Киргизької РСР.
З 1942 по 1946 рік — у Червоній армії, учасник німецько-радянської війни. У 1942 році — курсант полкової школи 585-го стрілецького полку 213-ї стрілецької дивізії в місті Термезі Сурхандар'їнської області Узбецької РСР. У 1942—1943 роках — партійний організатор взводу, заступник політичного керівника 4-го окремого стрілецького батальйону 89-ї особливої стрілецької дивізії в Ірані.
У 1943 році — курсант Ленінабадського військово-політичного училища Таджицької РСР. У 1943—1945 роках — комсомольський організатор батальйону 125-го запасного стрілецького полку 32-ї стрілецької дивізії в місті Семипалатинську Казахської РСР.
Член ВКП(б) з 1944 року.
У 1945 році — комсомольський організатор 118-го запасного стрілецького полку 32-ї стрілецької дивізії в селі Тастак Казахської РСР. У 1945—1946 роках — в.о. помічника начальника політичного відділу 360-ї стрілецької дивізії в місті Термезі Сурхандар'їнської області Узбецької РСР.
У 1946 році — помічник 1-го секретаря Меркенского районного комітету ЛКСМ Казахстану Джамбульської області. У 1946—1947 роках — 1-й секретар Меркенского районного комітету ЛКСМ Казахстану Джамбульської області.
У 1947—1948 роках — секретар з пропаганди і агітації Джамбульського обласного комітету ЛКСМ Казахстану.
У квітні 1948 — вересні 1951 року — 1-й секретар Джамбульського обласного комітету ЛКСМ Казахстану.
У 1951—1954 роках — слухач Вищої партійної школи при ЦК КПРС.
У 1954—1955 роках — 1-й секретар Красногорського районного комітету КП Казахстану Джамбульської області.
У 1955—1958 роках — 1-й секретар Меркенского районного комітету КП Казахстану Джамбульської області.
У 1958—1959 роках — голова виконавчого комітету Джамбульської обласної ради депутатів трудящих.
У 1959 — січні 1963 року — 1-й секретар Джамбульського обласного комітету КП Казахстану. У січні 1963 — грудні 1964 року — 1-й секретар Джамбульського сільського обласного комітету КП Казахстану. У грудні 1964 — 1965 року — 1-й секретар Джамбульського обласного комітету КП Казахстану.
У 1965 — 28 квітня 1978 року — 1-й секретар Алма-Атинського обласного комітету КП Казахстану.
У квітні 1978 — липні 1985 року — 1-й секретар Чимкентського обласного комітету КП Казахстану.
Указом Президії Верховної Ради СРСР від 22 лютого 1982 року за досягнення високих результатів і трудовий героїзм, проявлений у виконанні планів і соціалістичних зобов'язань із збільшення виробництва і продажу державі зерна та інших сільськогосподарських продуктів в 1981 році, Аскарову Асанбаю присвоєно звання Героя Соціалістичної Праці з врученням ордена Леніна і золотої медалі «Серп і Молот».
З 1985 року — персональний пенсіонер.
У 1987 році був заарештований і засуджений судом Киргизької РСР за отримання великих хабарів, будівництво низки позапланових об'єктів та участь у подіях 17—18 грудня 1986 року в Алма-Аті. У 1987—1991 роках — ув'язнений в слідчих ізоляторах МВС і в'язницях міста Фрунзе (Бішкеку) Киргизької РСР.
У 1991 році, після втручання президента Казахстану Нурсултана Назарбаєва, Аскаров був звільнений із ув'язнення та реабілітований.
З 1991 року — на пенсії в Алмати.
Помер 13 серпня 2001 року. Похований на Кенсайському кладовищі в місті Алмати.

## Родина
Дружина — Аскарова Фатіма Ганіївна. Семеро дітей.

## Нагороди і звання
- Герой Соціалістичної Праці (22.02.1982)
- п'ять орденів Леніна (29.03.1948; 11.01.1957; 22.03.1966; 10.12.1973; 22.02.1982)
- орден Жовтневої Революції (25.08.1971)
- два ордени Трудового Червоного Прапора (28.10.1948; 3.03.1980)
- орден Отан (Казахстан)
- медаль «За трудову доблесть»
- медалі
- почесний громадянин міста Тараза
- почесний громадянин міста Шимкента
- почесний громадянин Алматинської області
- почесний громадянин Південно-Казахстанської області